# George Cruikshank
George Cruikshank (Londra, 27 settembre 1792 – Londra, 1º febbraio 1878) è stato un illustratore britannico.
Veniva definito il moderno "Hogarth" dai suoi contemporanei. Le sue illustrazioni per i romanzi di Charles Dickens e di molti altri autori, gli procurarono grande fama durante l'epoca in cui visse.

## Biografia

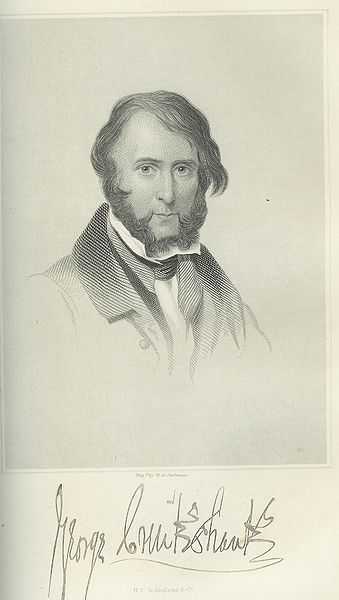
Un giovane George Cruikshank.

Cruikshank nacque il 27 settembre 1792 a Londra. Suo padre, Isaac Cruikshank, era uno dei maggiori caricaturisti dell'epoca e Cruikshank iniziò la sua carriera proprio come assistente e apprendista del padre.
Anche suo fratello maggiore, Isaac Robert, seguì le orme paterne e divenne un illustratore caricaturista. I primi lavori di Cruikshank furono soprattutto caricature; ma nel 1823, all'età di trentuno anni, iniziò a specializzarsi nell'illustrazione.
Il 16 ottobre 1827, sposò Mary Ann Walker (1807-1849). Due anni dopo la morte di lei, il 7 marzo 1851, si risposò in seconde nozze con Eliza Widdison. La coppia visse per tutta la vita al numero 263 di Hampstead Road, nella zona nord di Londra.

## Caricature sociopolitiche e illustrazioni
La prima parte della carriera di Cruikshank, viene maggiormente ricordata per le sue caricature che ritraevano, ingigantendole, le caratteristiche della popolazione inglese dell'epoca.
Collaborò con successo con William Hone nella satira politica The Political House That Jack Built (1819). Il suo primo lavoro importante fu Pierce Egan's Life in London (1821). A questo fecero seguito The Comic Almanack (1835-1853) e Omnibus (1842).

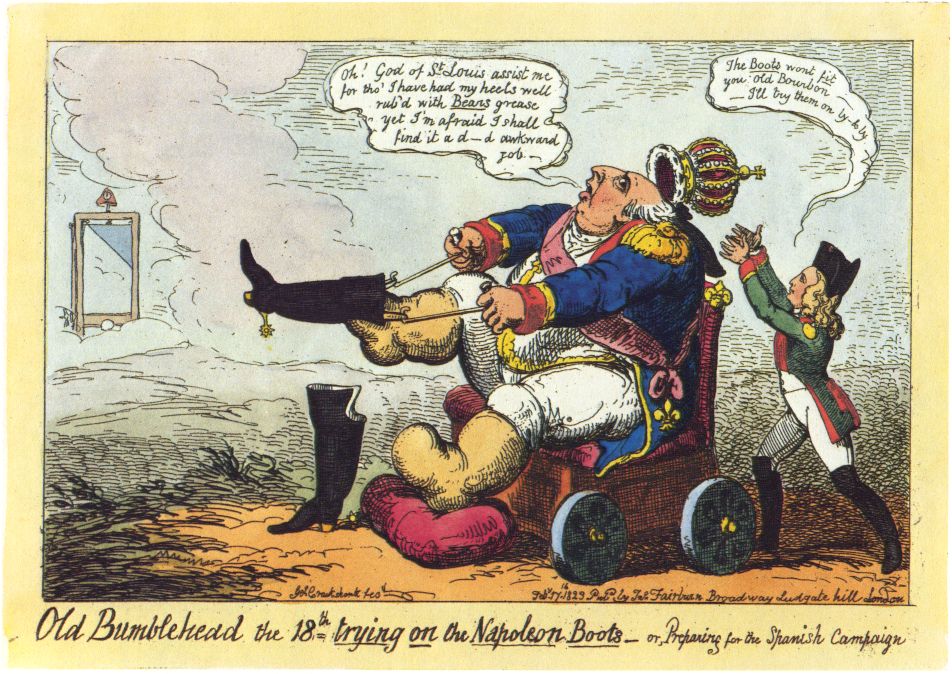
Old Bumblehead: il 18º tentativo per gli stivali di Napoleone 1823

Cruikshank acquistò fama soprattutto grazie alle sue feroci caricature dei membri della famiglia Reale e dei maggiori uomini politici dell'epoca. Nel 1820 ricevette dalla famiglia reale la somma di 100 sterline affinché non caricaturasse “Sua Maestà Giorgio IV in qualsivoglia situazione imbarazzante". I suoi lavori includevano anche una personificazione dell'Inghilterra di nome John Bull, personaggio sviluppato negli anni, in collaborazione con altri artisti satirici britannici come James Gillray, e Thomas Rowlandson.
Cruikshank prese il posto, nel cuore dei lettori, di James Gillray, la sua principale influenza artistica, come vignettista satirico più famoso del Regno Unito. Come disegnatore satirico, anche se non risparmiava frecciate mordenti, era considerato molto imparziale. Sapeva trarre ispirazione dalle più svariate fonti di attualità, eventi come le campagne di guerra, i nemici della Gran Bretagna (era fortemente patriottico), l'economia, i fatti di cronaca nera e gli intrighi politici e di corte, nel ritrarre i quali eccelleva. La sua ostilità verso qualsiasi nemico dell'Inghilterra e il suo razzismo radicato traspaiono evidenti dalle illustrazioni eseguite per il libro di William Maxwell, History of the Irish rebellion in 1798 (1845) dove la sua descrizione degli incidenti provocati dalla ribellione irlandese del 1798, si riferisce ai ribelli indipendentisti irlandesi dipingendoli come animali senza scrupolo e intelletto alcuno. Altri lavori con connotati fortemente razzisti di Cruikshank, sono le caricature delle “barbarie legalizzate” della popolazione cinese, un soggetto che gli fu suggerito da un amico, il Dr. W. Gourley, sostenitore delle teorie anti-cinesi durante la seconda guerra dell'oppio (1856-60).

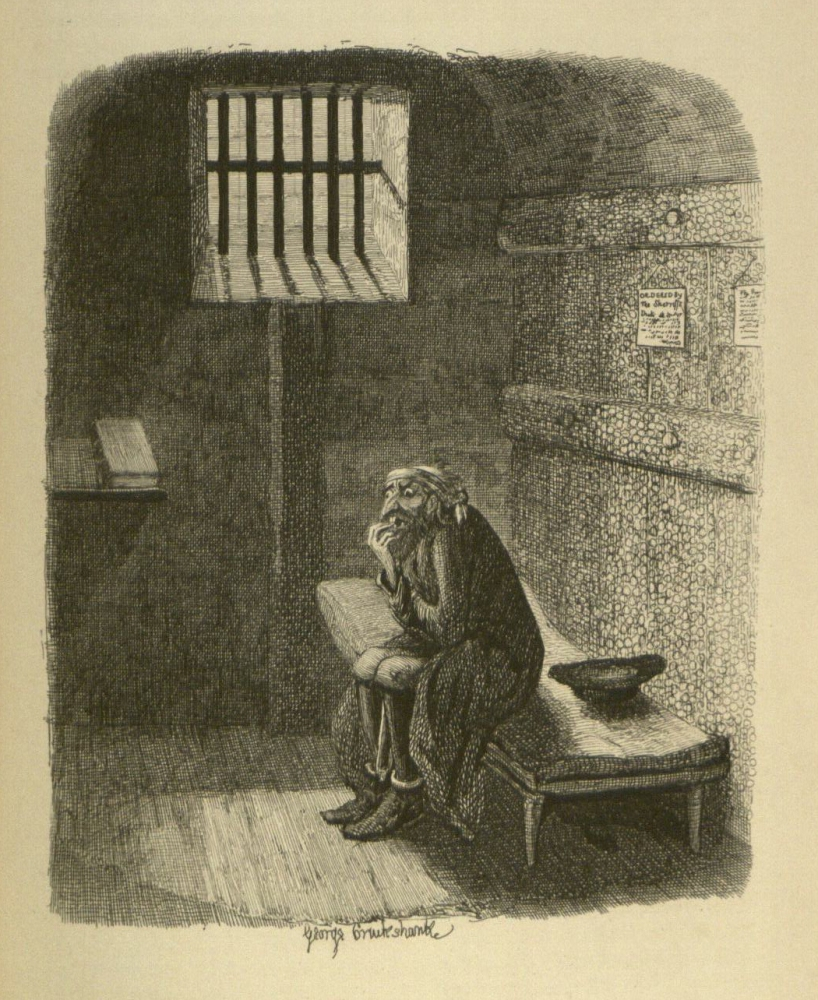
Fagin nella sua cella.
Copperplate engraving, 1838

## Charles Dickens
Per Charles Dickens, Cruikshank illustrò la raccolte Sketches by Boz (1836), The Mudfog Papers (1837-38) e il romanzo Le avventure di Oliver Twist (1838). Cruikshank recitò persino nell'amatoriale compagnia teatrale di Dickens.
Il 30 dicembre 1871 Cruikshank fece pubblicare una sua lettera sul The Times nella quale rivendicava la paternità dell'idea sulla quale si basava il romanzo Oliver Twist. La lettera scatenò un putiferio su chi avesse effettivamente ideato l'opera. Cruikshank non fu il primo illustratore di Dickens ad avanzare richieste simili. Robert Seymour che illustrò Il Circolo Pickwick lasciò intendere che l'idea del romanzo fosse in origine sua; comunque, nella prefazione all'edizione del 1867, Dickens negò ripetutamente qualsiasi ispirazione esterna.
L'amicizia tra Cruikshank e Dickens terminò quando Cruikshank divenne un fanatico sostenitore del conservatorismo in opposizione al moderato Dickens.

## Ultimi anni
Dopo essere stato vittima di una paresi in vecchiaia, la salute di Cruikshank e la qualità dei suoi lavori iniziarono a scemare. Morì il 1º febbraio 1878 e venne sepolto nella St. Paul's Cathedral. Il quotidiano Punch scrisse nel suo necrologio: "Non ci sarà mai più un uomo così puro, semplice, giusto e allo stesso tempo spietato nel fustigare usi e costumi dei nostri tempi. La sua natura aveva l'innocenza di un fanciullo nella sua trasparenza."
In vita Cruikshank creò più di 10.000 disegni, tra illustrazioni e caricature. Collezioni dei suoi lavori sono esposte al British Museum e nel Victoria and Albert Museum.
Nel dicembre del 1968 Linus, al tempo diretto da Giovanni Gandini, pubblica nel suo canonico articolo di apertura molteplici tavole satiriche di George Cruikshank accompagnate da un articolo di Basil Seal dove il disegnatore è definito l'ultimo di quegli artisti  quali Hogart, Rowlandson e Gillray e, nello stesso tempo «il primo cartoonist moderno». Il testo termina con una lunga citazione di Baudelaire dove, tra l'altro, si legge: «Tutti i suoi minuscoli personaggi mimano con furore e turbolenza come attori di pantomima».